# Хмільницький ґебіт
Хмі́льницький ґебі́т або Хмі́льницька окру́га (нім. Kreisgebiet Chmelnik) — адміністративно-територіальна одиниця генеральної округи Житомир райхскомісаріату Україна з центром у Хмільнику, що існувала в роки Німецько-радянської війни.  
На території округи містилася таємна ставка Герінга «Штайнбрух».

## Історія
20 жовтня 1941 року о 12.00 на території Вінницької області з трьох довоєнних радянських районів: Калинівського, Комсомольського (нацисти повернули райцентру Комсомольське історичну назву Махнівка, а отже район почав називатися Махнівським) та Уланівського — було утворено Калинівський ґебіт (нім. Kreisgebiet Kalinowka). 
У селах на базі колишніх колгоспів було створено громадські господарства, які почали працювати на потреби загарбників. Призначений старостою Хмільника Купрієвич доносив до громадськості накази окупантів, зокрема про те, що населення єврейської національності оголошувалося поза законом. Почався грабунок єврейських сімей. Було створено єврейське гетто, комендантом якого був Паулюс. Комендантом міста Хмільник був Єхенко, його помічником — Машін, начальником жандармерії — Янке.
1 квітня 1943 року, в ході укрупнення округ генеральної округи Житомир, із Калинівського ґебіту та частини Літинського (Хмільницький район) було створено нову округу — Хмільницький ґебіт. Другу частину Літинського ґебіту (Літинський район і непереданий румунським окупантам залишок Жмеринського) було приєднано до Вінницької округи. 
Станом на 1 вересня 1943 Хмільницький ґебіт складався з чотирьох районів: Калинівського (нім. Rayon Kalinowka), Махнівського (нім. Rayon Machnowka), Уланівського (нім. Rayon Ulanow) і Хмільницького (нім. Rayon Chmelnik). Їхні межі збігалися з довоєнним радянським адміністративним поділом. 
У Калинівці у 1942-1943 роках виходила газета «Калинівські вісті», яка в 1943 році переїхала у Хмільник і змінила назву на «Хмільницькі вісті».
Ґебіт формально існував до 4 лютого 1944 року.